# Association humaniste norvégienne
Pour les articles homonymes, voir HEF.
L'Association humaniste norvégienne (en anglais Norwegian Humanist Association, en norvégien Human-Etisk Forbund, HEF) est l'une des plus grandes associations humanistes au monde, avec 83100 adhérents. La Norvège comptant environ 5 millions d'habitants, il s'agit, en ratio, de l'association humaniste la mieux représentée dans un pays (avec 1,6% de la population norvégienne y adhérant). 
Fondée en 1956, l'Association humaniste norvégienne est membre de la Fédération humaniste européenne et de l'Union internationale humaniste et éthique. L'association regroupe des individus dont l'éthique repose sur l'humain et non sur les valeurs religieuses. La grande majorité des membres sont agnostiques ou athées. 
Son secrétaire général, Levi Fragell, a été président de l'IHEU (1988–2003) et continue de diriger la branche Croissance et Développement de l'IHEU. En juin 2007, Åse Kleveland prend la direction de l'association.  